# ダリル・F・ザナック
ダリル・フランシス・ザナック（Darryl Francis Zanuck, 1902年9月5日 - 1979年12月22日）は、アメリカ合衆国の映画プロデューサー・脚本家。息子のリチャード・D・ザナックは父親に会社から追い出され、独立プロデューサーとなった。

## 略歴
ネブラスカ州で生まれ、ロサンゼルスで育つ。14歳の時に年齢を偽ってアメリカ陸軍に入隊し、州兵としてフランスで従軍。帰国後、様々な仕事に就きながら作家となるべく売り込みを続け、1922年に初めての脚本を売ることが出来た。その後マック・セネットの元で働き、さらに1924年から1929年までワーナー・ブラザースで多くの脚本を執筆した。1929年以降はマネジメントに移行し、1933年にワーナーを去ってウィリアム・ゴーツらと共に映画制作会社20世紀ピクチャーズを設立。20世紀ピクチャーズは1935年にフォックス・フィルムを買収し20世紀フォックス（2020年より20世紀スタジオに改名）となり、ザナックは副代表として数多くの作品に携わった。
制作した『わが谷は緑なりき』『紳士協定』『イヴの総て』の3本がアカデミー作品賞を受賞。ザナック自身も、1937年にアービング・G・タルバーグ賞の第1回受賞者となった後、1944年と1950年にも同賞を受賞した。
1956年に社長職を一度退き、ヨーロッパのインディペンデント映画などに関わるようになったが、後に復帰して『史上最大の作戦』などを手がけた。

## 手がけた作品

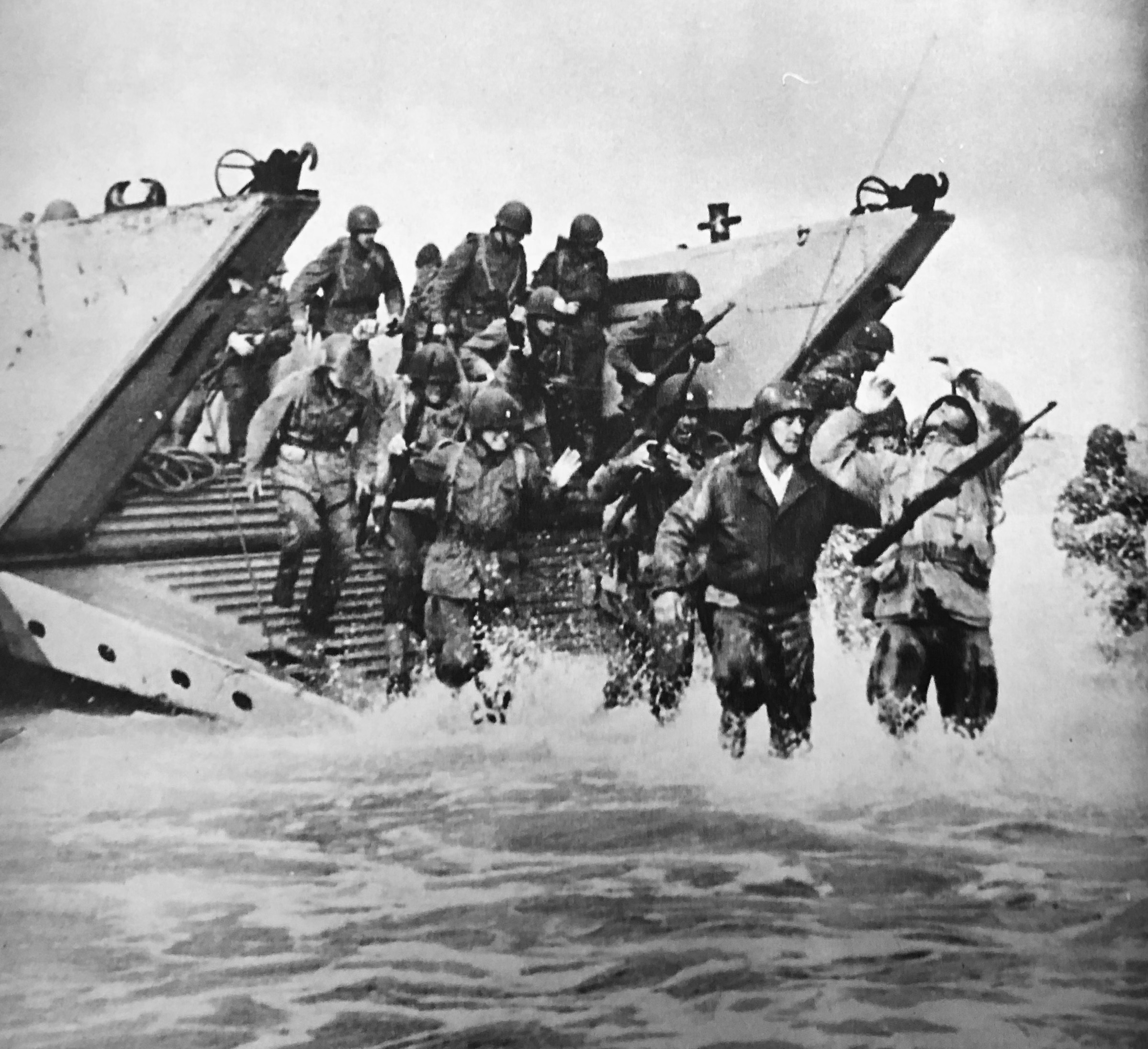
『史上最大の作戦』（1962年）

- 民衆の敵 The Public Enemy（1931）
- 四十二番街 42nd Street（1932）
- バワリイ The Bowery (1933)
- ムーラン・ルージュ Moulin Rouge (1934)
- シュヴァリエの巴里ッ子 Folies Bergère de Paris (1935)
- 噫無情 Les Misérables (1935)
- 膝にバンジョー Banjo on My Knee (1936)
- 天晴れテンプル Little Miss Broadway (1938)
- テンプルちゃんの小公女 The Little Princess (1939)
- モホークの太鼓 Drums Along the Mohawk (1939)
- 怒りの葡萄 The Grapes of Wrath (1940)
- 大紐育 Little Old New York (1940)
- 地獄への逆襲 The Return of Frank James (1940)
- 血と砂 Blood and Sand (1941)
- タバコ・ロード Tobacco Road (1941)
- わが谷は緑なりき How Green Was My Valley (1941)
- チャイナガール China Girl (1942) ※メルヴィル・クロスマン名義で原案
- ウィルソン Wilson (1944)
- パープル・ハート The Purple Heart (1944)
- 呪われた城 Dragonwyck (1946)
- 剃刀の刃 The Razor's Edge (1946)
- 紳士協定 Gentleman's Agreement (1947)
- 頭上の敵機 Twelve O'Clock High (1949)
- イヴの総て All About Eve (1950)
- 革命児サパタ Viva Zapata! (1952)
- キリマンジャロの雪 The Snows of Kilimanjaro (1952)
- エジプト人 The Egyptian (1954)
- 灰色の服を着た男 The Man in the Gray Flannel Suit (1956)
- 陽はまた昇る The Sun Also Rises (1957)
- 史上最大の作戦 The Longest Day (1962)
- トラ・トラ・トラ! Tora! Tora! Tora! (1970)

## 受賞歴

### ゴールデングローブ賞
受賞
1954年 セシル・B・デミル賞

## 関連文献
- The Zanucks: Reel Royalty  from CBS News Sunday Morning, July 10, 2005.  Accessed November 30, 2006.